# Sistemul astronomic de unități
Sistemul astronomic de unități, denumit din 1976 de UAI Sistemul  de constante astronomice (în en  System of Astronomical Constants, iar în fr  Système de constantes astronomiques), este un sistem de unități dezvoltat de UAI pentru astronomie, în care se folosesc unități de măsură specifice.

## Istoric
A fost adoptat de Uniunea Astronomică Internațională (UAI) în 1976și a fost actualizată, într-un mod notabil, în 1994 și 2009.

## Timp
Unitatea astronomică pentru timp este ziua, definită ca valorând 86.400 de secunde. 365,25 de zile constituie un an iulian. Simbolul zilei în sistemul astronomic de unități este „D” (cu majusculă, în timp ce „d” este simbolul zilei în Sistemul internațional de unități).

## Distanță
Imensitatea spațiului necesită exprimarea distanțelor astronomice folosind unități de măsură mari. Astfel, în cadrul sistemului nostru solar se folosește unitatea astronomică (ua), aproximativ egală cu distanța de la Pământ la Soare. Pentru distanța între stelele unei galaxii, dimensiunile galaxiilor sau distanțele dintre galaxii se folosesc unități mai mari: anul-lumină (distanța parcursă de lumină într-un an) și parsecul (distanța până la un obiect văzut cu o paralaxă de o secundă de arc). 
- 1 unitate astronomică: cca 150 milioane de kilometri (149,598×109 m)
- 1 an-lumină: cca 9,5 trilioane de kilometri (9,461×1015 m)
- 1 parsec: cca 31 trilioane de kilometri (30,857×1015 m)

## Magnitudine
Pentru obiectele cerești se definesc următoarele unități de măsură care servesc la exprimarea intensității luminoase:
- magnitudine aparentă: intensitatea luminoasă a sursei, dependentă de distanța până la Pământ;
- magnitudine absolută: intensitatea luminoasă integrală emisă de sursă, indiferent de distanța de observare.

## Masă
Unitatea astronomică pentru masă este masa solară. Simbolul masei solare în acest sistem este „S” sau M☉ (unde M este simbolul pentru masă, iar ☉ fiind simbolul Soarelui), acesta din urmă fiind mult mai folosit.